# Nautilus (Jules Verne)

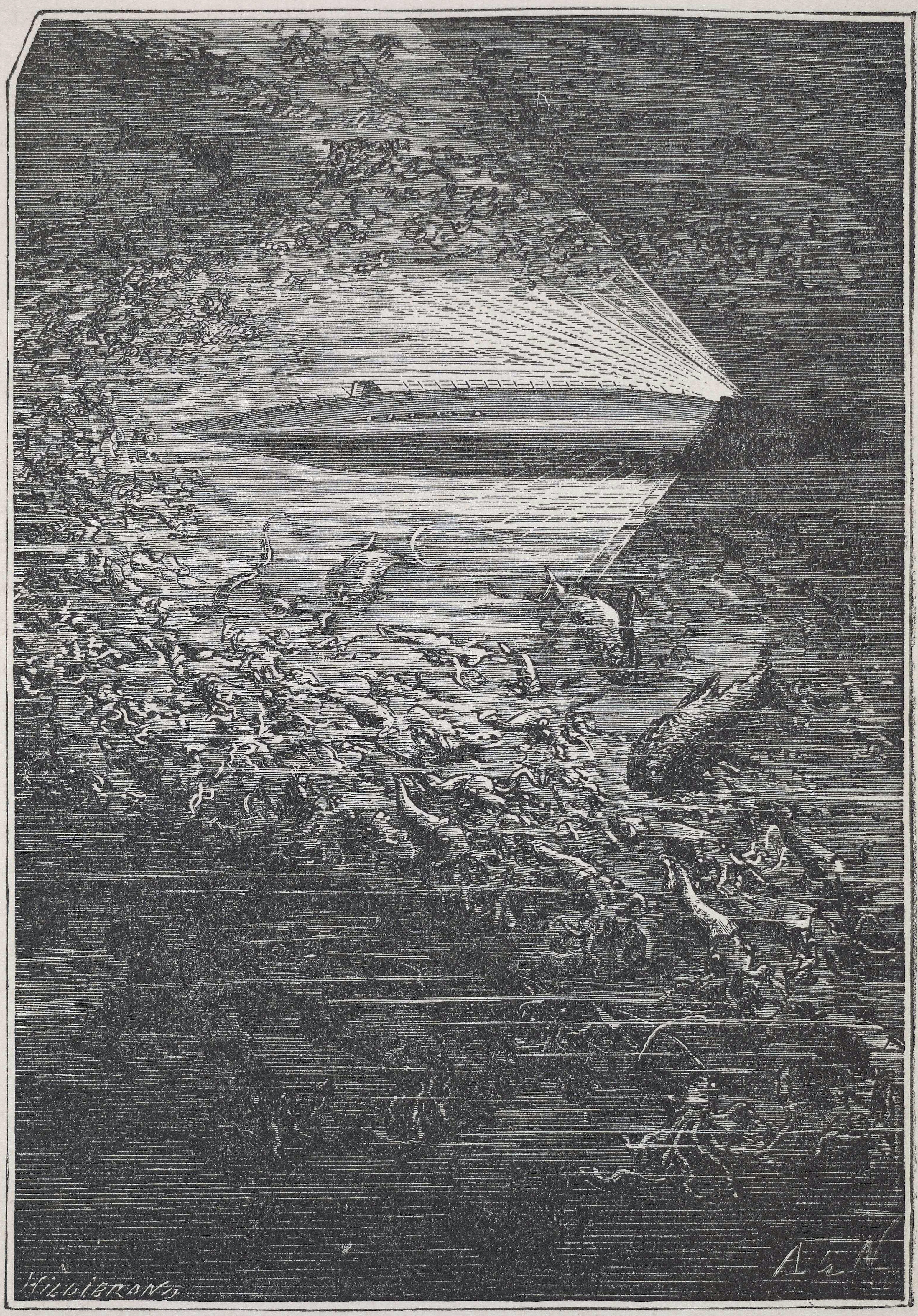
Nautilus sub apă.

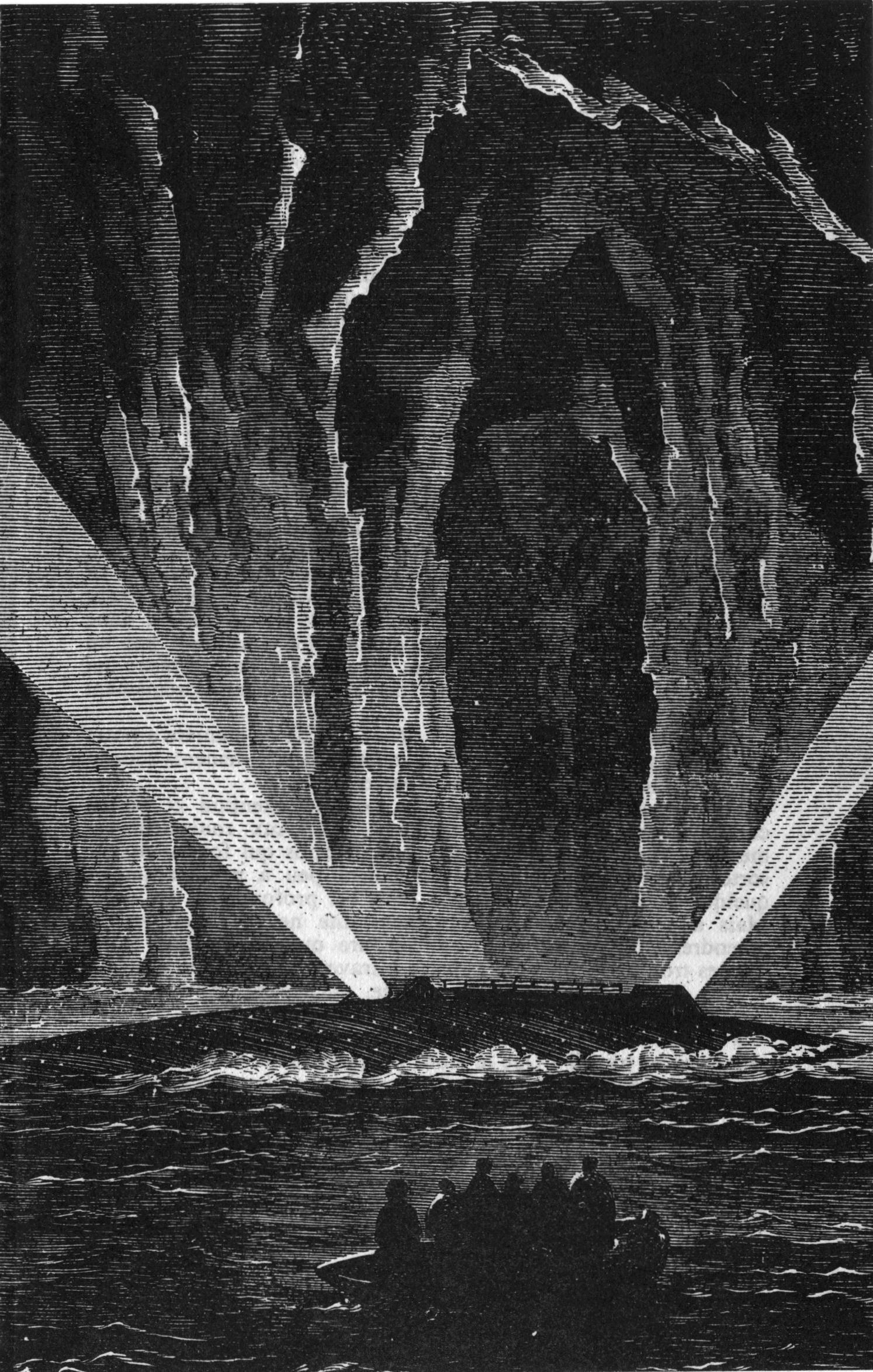
Nautilus, așa cum este reprezentat în Insula misterioasă.

Nautilus este submarinul ficțional condus de căpitanul Nemo, care apare în romanele Douăzeci de mii de leghe sub mări (1870) și Insula misterioasă (1874) ale lui Jules Verne. Verne l-a numit Nautilus după submarinul Nautilus (1800) al lui Robert Fulton . Cu trei ani înainte de a-și scrie romanul, Jules Verne a studiat, de asemenea,  la Expoziția Universală din 1867, un model al noului submarin Plongeur (realizat de Marina Franceză), care l-a inspirat în descrierea lui Nautilus.

## Imagini

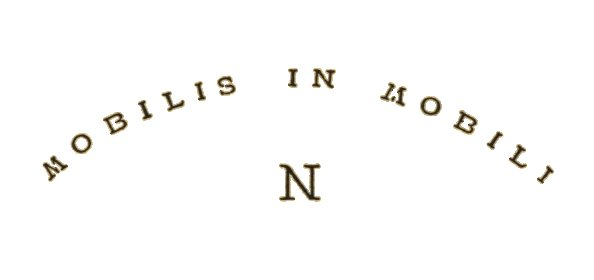
Motto-ul submarinului Nautilus: "mobilis in mobili" (mobil în mişcare).
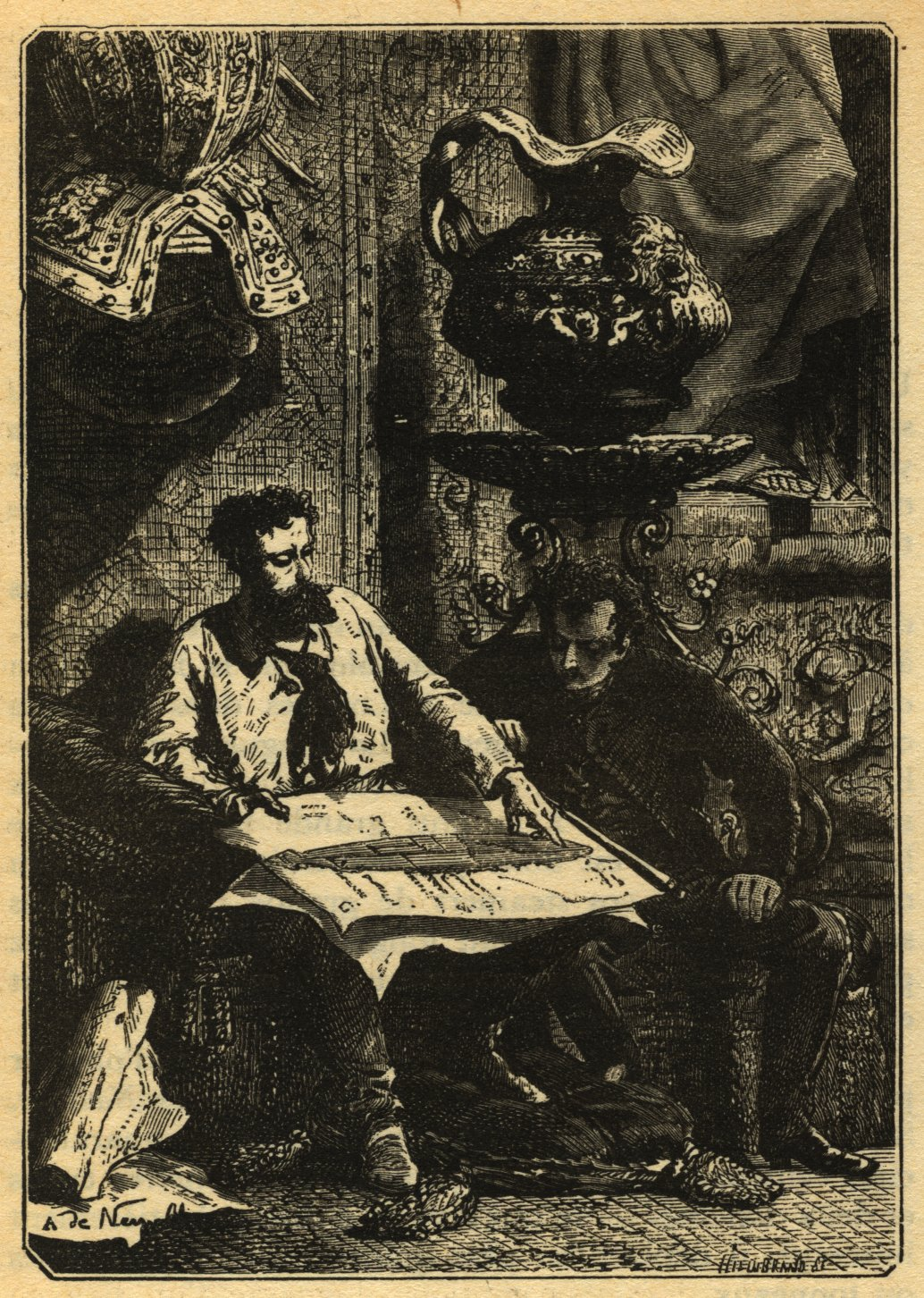
Căpitanul Nemo şi profesorul Aronnax discutând planurile lui Nautilus.
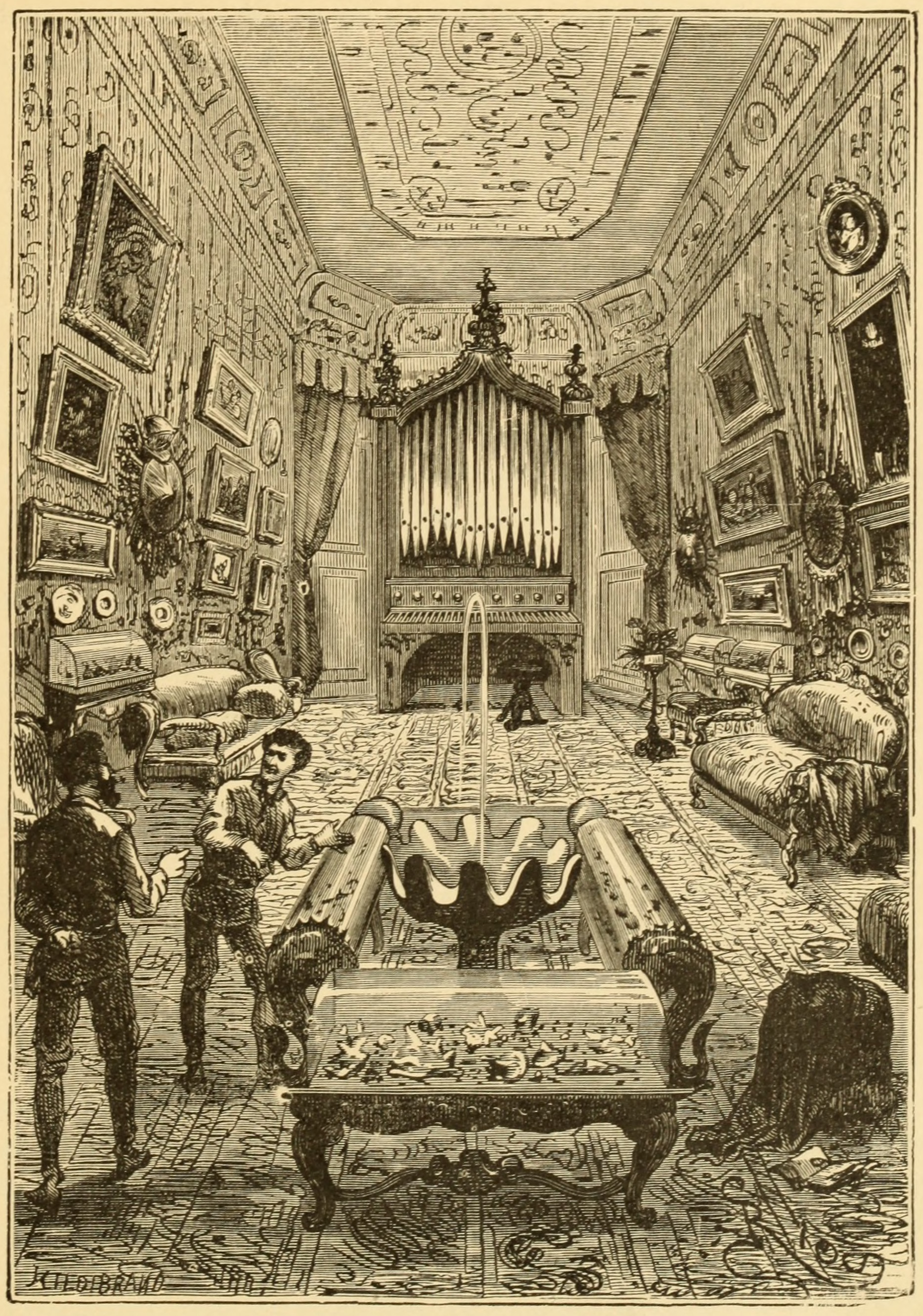
Salonul Mare al lui Nautilus.
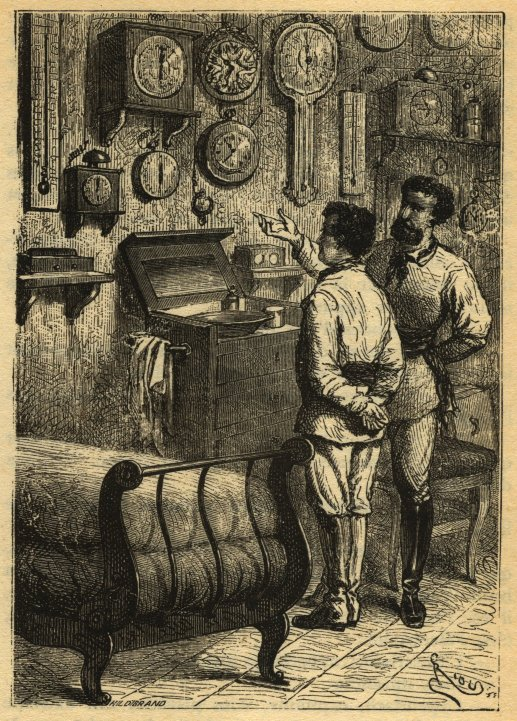
Cabina căpitanului Nemo de la bordul lui Nautilus.
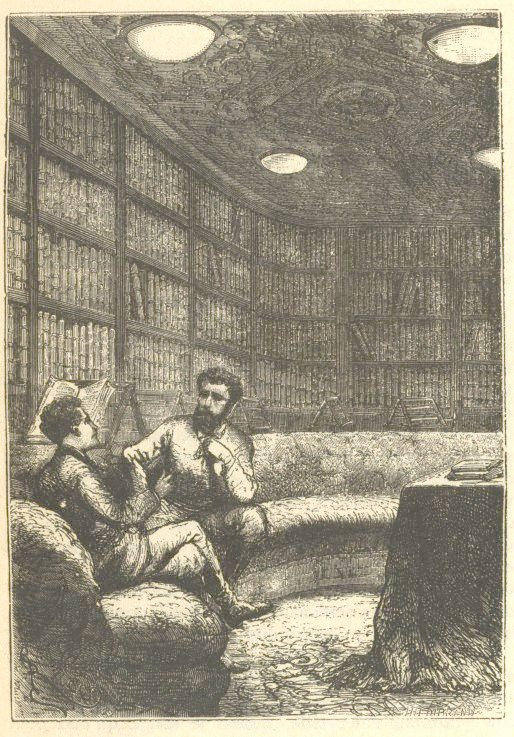
Biblioteca de pe Nautilus.
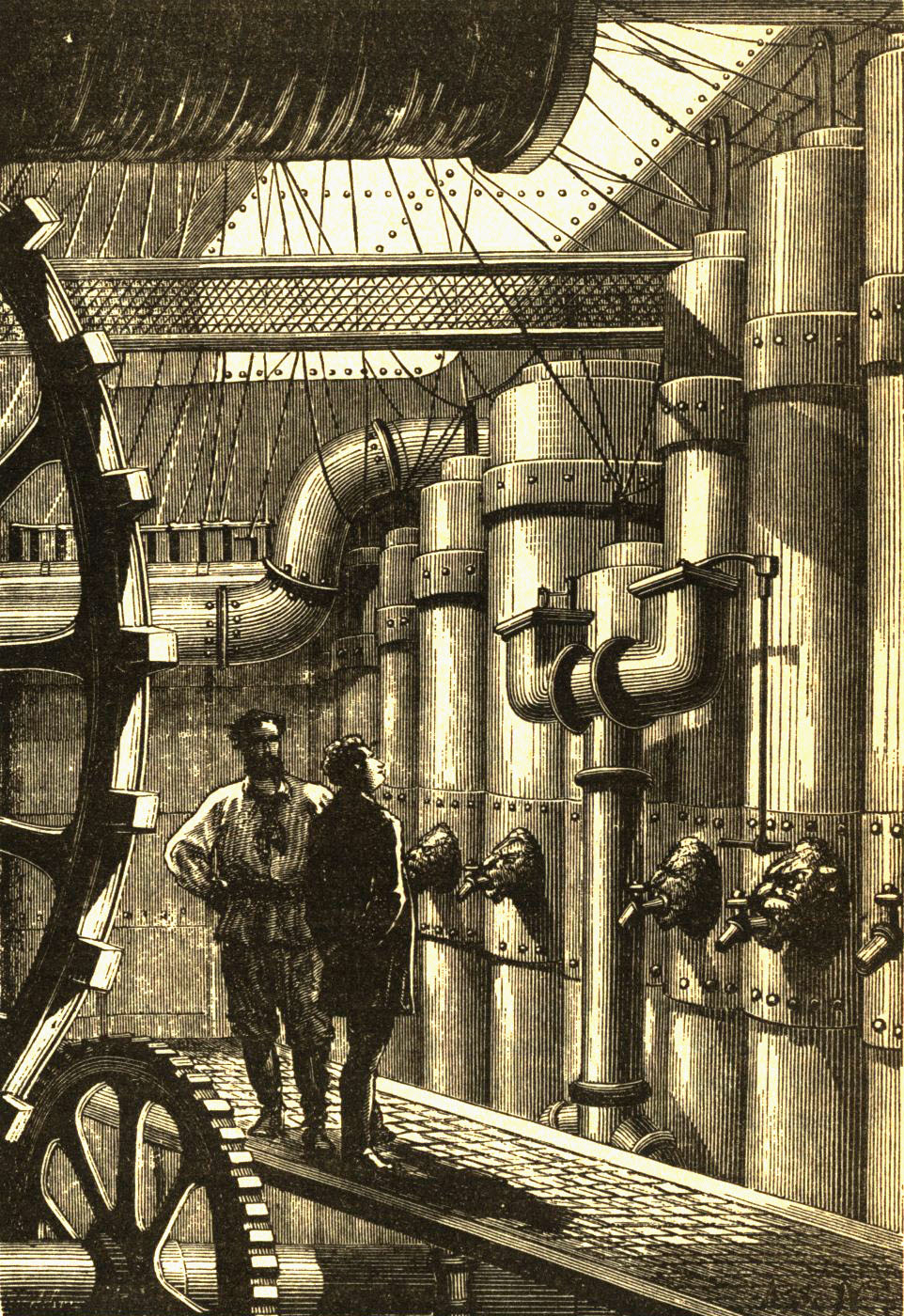
Camera motoarelor a lui Nautilus.
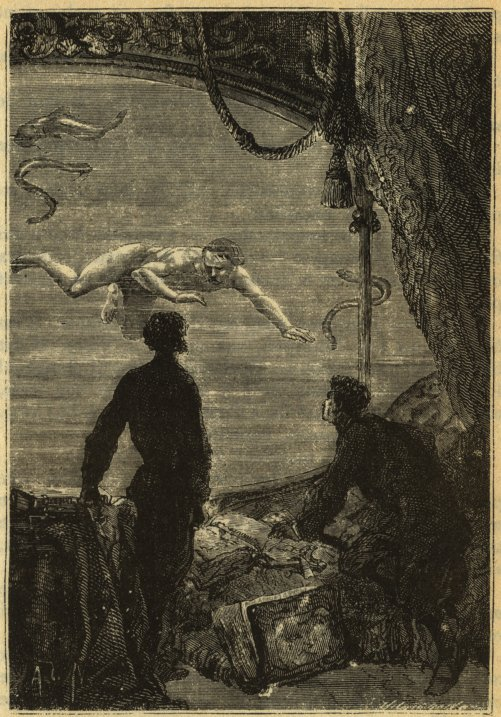
Hubloul principal al lui Nautilus.
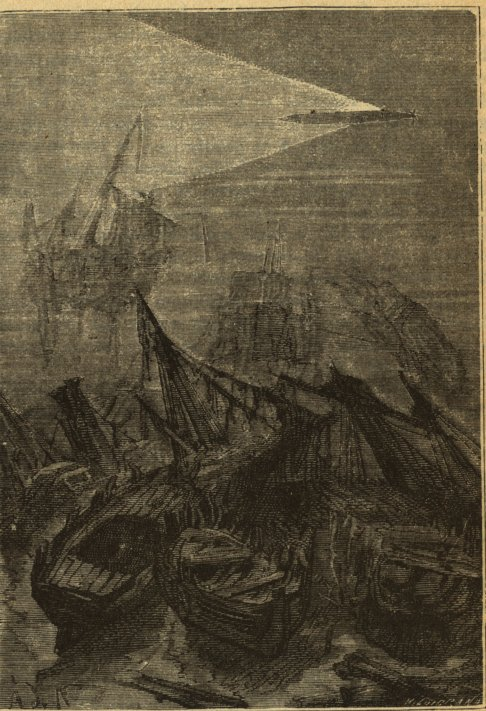
Silueta lui Nautilus în depărtare (deși a fost descrisă exact în text, ea nu este niciodată reprezentată foarte explicit în ilustrații).